# Шестерянська Агафія Петрівна
Агафія Петрівна Шестерянська (?, тепер Миколаївська область) — українська радянська діячка, новатор сільськогосподарського виробництва, свинарка радгоспу «Друга п'ятирічка» Варварівського (тепер — Миколаївського) району Миколаївської області. Депутат Верховної Ради УРСР 6-го скликання.

## Біографія
Народилася в селянській родині. Закінчила сільську школу.
З 1950-х років — свинарка радгоспу «Друга п'ятирічка» села Петрівки Варварівського (тепер — Миколаївського) району Миколаївської області. Досягала високих приплодів поросят.
Член КПРС. Делегат ХХІІ з'їзду КПРС (1961).

## Нагороди
- орден Леніна (26.02.1958)
- медалі